# フェーデ
フェーデ（ドイツ語: Fehde）は、歴史学における法学的意味での自力救済を指す用語。中世では自己の権利を侵害された者はジッペや友人の助力を得て、侵害した者に対して自ら措置を講ずることができた。これは原始的な血族単位での報復である血讐を中世法に適合的なように改めたもので、中世法では身代金を積むことでフェーデによる暴力を避けることができた。

## 歴史
中世初期においてはフェーデは一種の決闘であり、決まった場所・決まった時間に全く武力に頼って決着された。フェーデを行なう時は場所・日時をしかるべき形式の果たし状として公開し、無関係の者が巻き込まれるのを防がなければならなかった。
10世紀ごろにはフェーデは広汎に行われるようになったが、強盗騎士が身代金や掠奪を目的として交易商などに言いがかりをつけ、形式上フェーデとする蛮行が増えたので、これを規制しようとする動きが現れた。10世紀後半に南フランスでフェーデを抑制しようという「神の平和」運動がおこり、11世紀にはフランス全域およびドイツにも波及した。11世紀前半のハインリヒ3世がロートリンゲン公の継承に際して示した分割相続措置に対して、これを不満とするゴットフリートがフェーデを主張してこれに反乱したとき、ゴットフリートのフェーデを否定したことは「神の平和」運動に影響されていると考えられている。
制度としては1081年にリュッティヒで、1083年にケルンで「神の平和」（Pax Dei）が宣言された。はじめは信仰と結びついた「神の平和」運動であったが、ドイツでは徐々に国王権に回収され、1103年にはハインリヒ4世によりラント平和令が公布された。このラント平和令は4年の時限が定められ、またフェーデを部分禁止するに過ぎないものであった。しかしながら国王権力あるいは領邦権力が裁判権を獲得して支配領域内で一元的な支配をおよぼすためにはフェーデを抑制することが必要であったため、そのための努力が続けられた。時限立法としてのラント平和令では1235年のシュタウフェン朝フリードリヒ2世によるマインツのラント平和令が、ドイツ語で初めて記述された法令として有名である。
1495年8月7日にマクシミリアン1世によって制定された永久ラント平和令によって、帝国等族諸身分は自力救済権としてのフェーデを完全に失った。
完全禁止になった理由の主なものとして、制度末期に合法的に営利誘拐を行い身代金を要求する手段として悪用されたことが挙げられる。本来であれば事前に送らなければならない決闘状も、とりあえず襲っておいて人質が取れてから決闘状を送って身代金を要求することが常態化していた。このため貴重品輸送の一団は大規模な警備部隊の随伴を必要とするようになり、襲う側も最低でも数十人規模、多いときには300人を超える軍事組織の集団にまで膨れあがった。この制度を悪用して営利誘拐を繰り返した人物にゲッツ・フォン・ベルリヒンゲン（鉄腕ゲッツ）などが居る。ローマ街道は強盗騎士が多いため、護衛を雇えない交易商は迂回する必要があった。